# بریج‌همپتون (نیویورک)
بریج‌همپتون (به انگلیسی: Bridgehampton) یک منطقهٔ مسکونی در ایالات متحده آمریکا است که در شهرستان سافک، نیویورک واقع شده‌است. بریج‌همپتون ۳۵٫۳ کیلومتر مربع مساحت و ۱٬۷۵۶ نفر جمعیت دارد و ۱۳ متر بالاتر از سطح دریا واقع شده‌است.